# ژان ژوونه
ژان ژوونه (فرانسوی: Jean Jouvenet‎; ۱ آوریل ۱۶۴۴ – ۵ آوریل ۱۷۱۷) نقاش اهل فرانسه بود. بیشتر آثار وی درباره موضوعات دینی بوده‌است.
وی نقاشی را از لوران ژوونه آموخت، او به دلیل استعدادی که از خود نشان داد پس از ورود به پاریس توسط شارل لو برن در کاخ ورسای مشغول به کار شد و در سال ۱۶۷۵ به عضویت آکادمی سلطنتی نقاشی و مجسمه‌سازی درآمد و در سال ۱۶۸۱ به درجه استادی رسید.

## نگارخانه

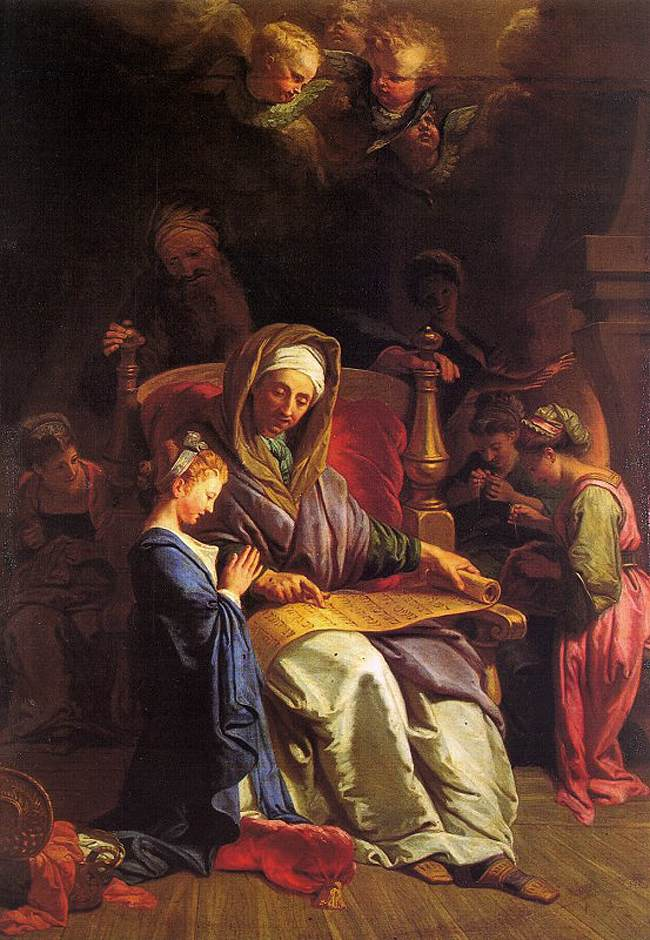
The Education of the Virgin (1700)
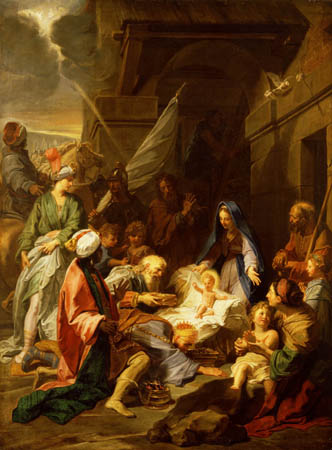
Adoration of the Magi
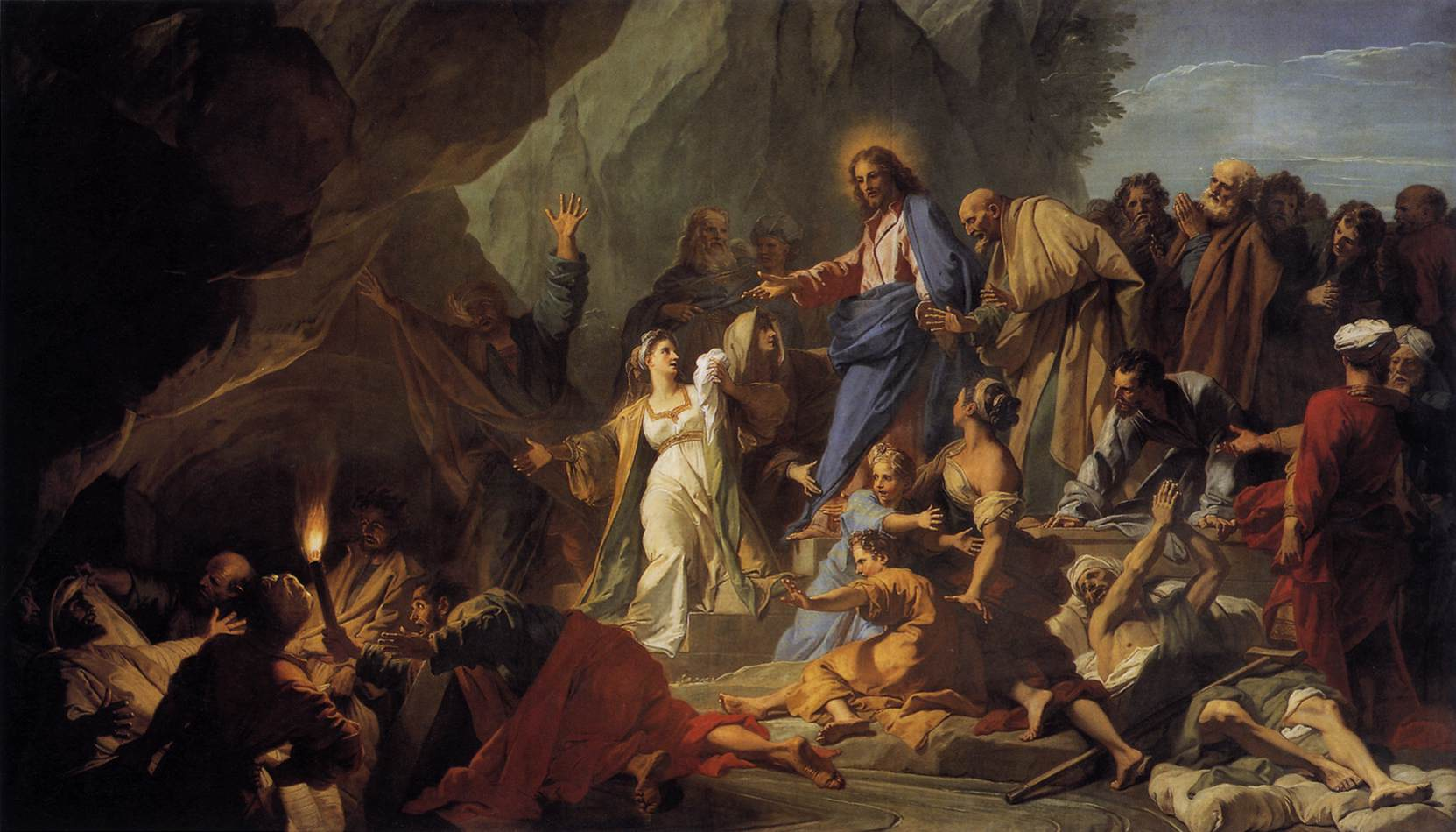
The Raising of Lazarus (1706)
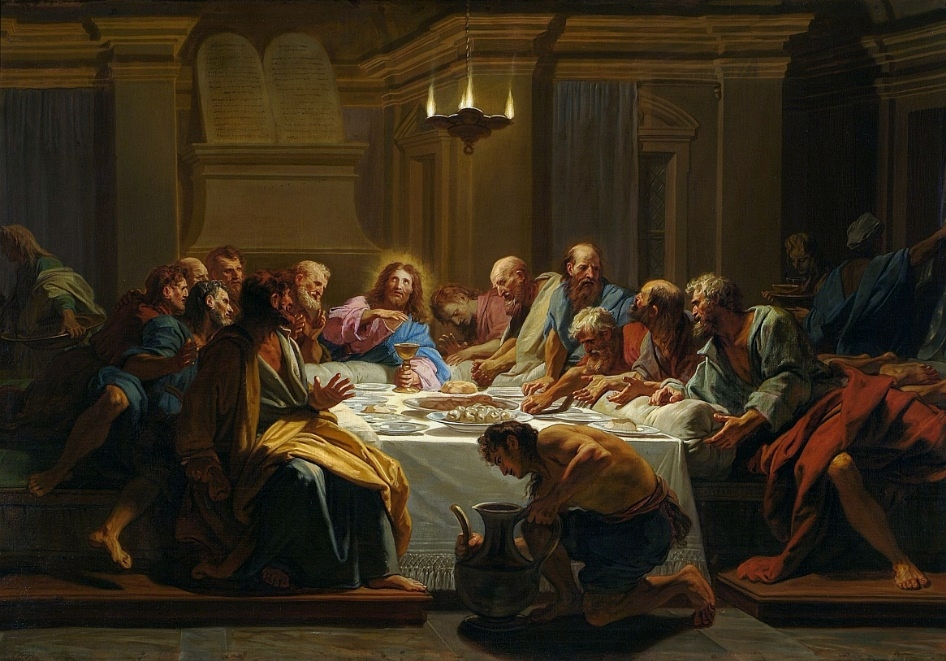
Last Supper
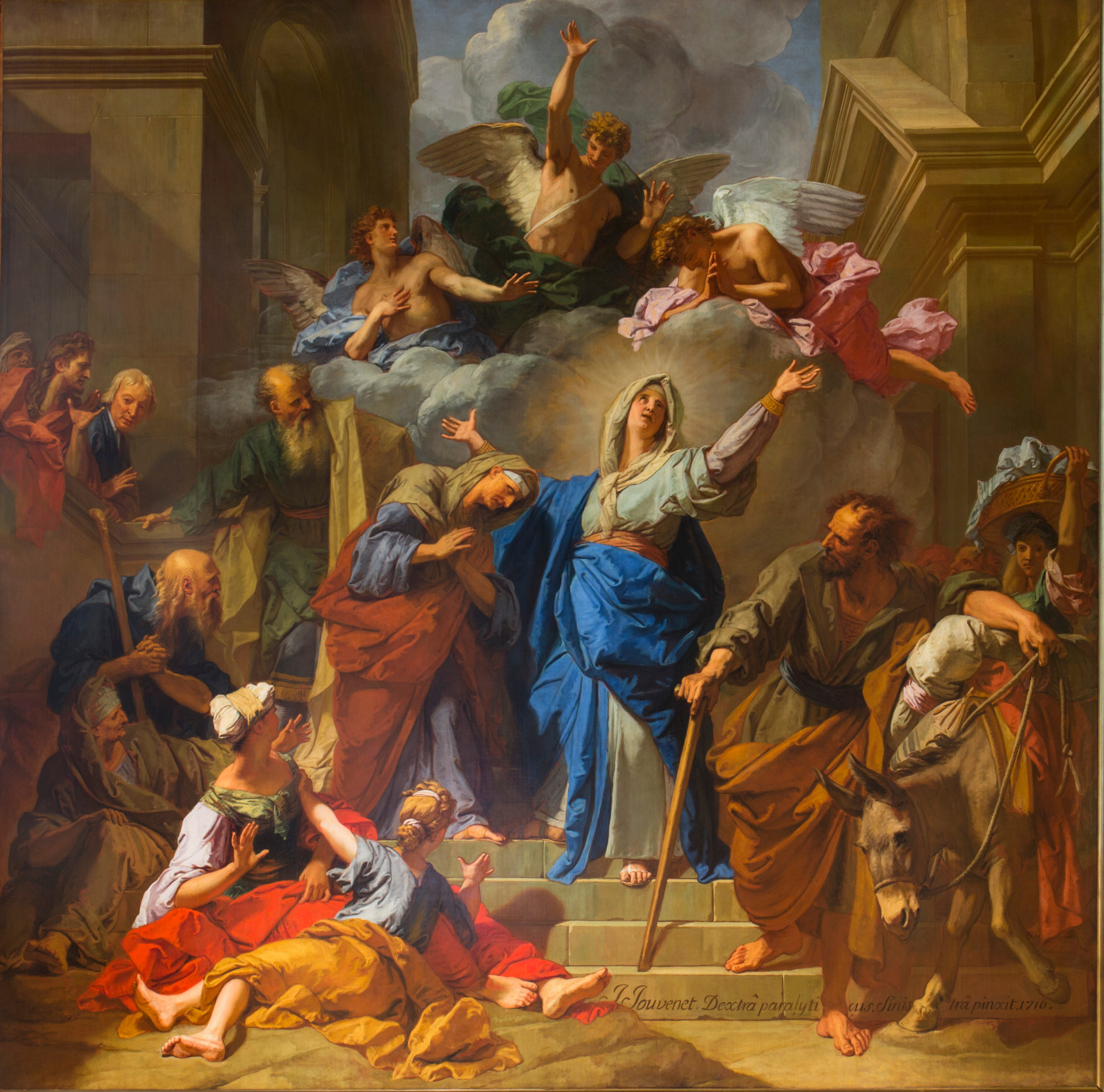
Visitation de la Vierge (1716)
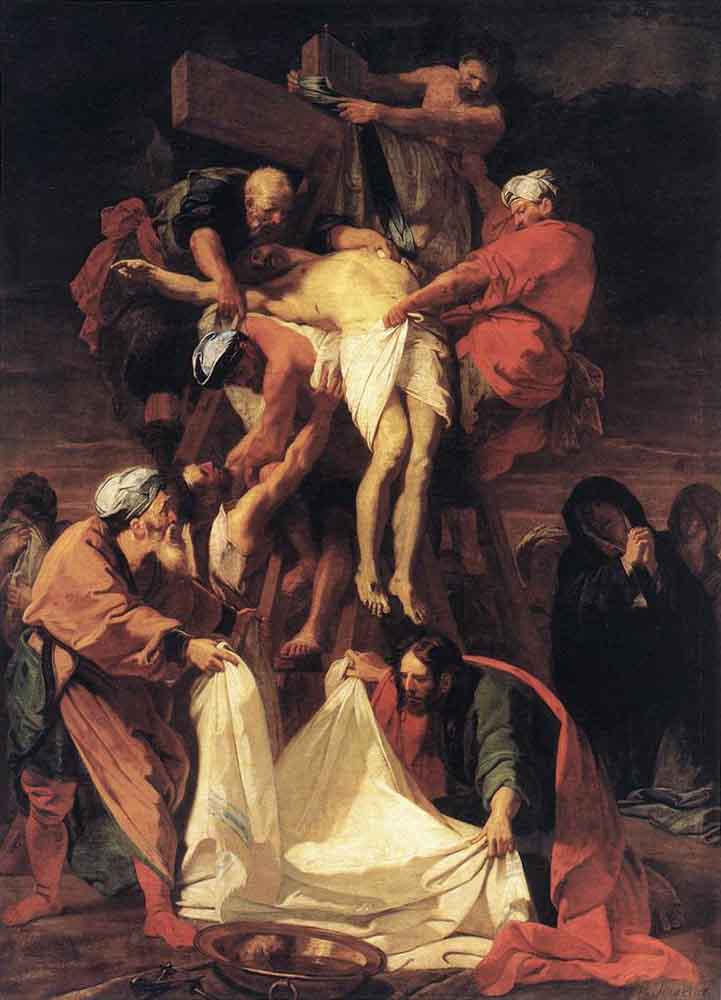
Descent From The Cross (1697)
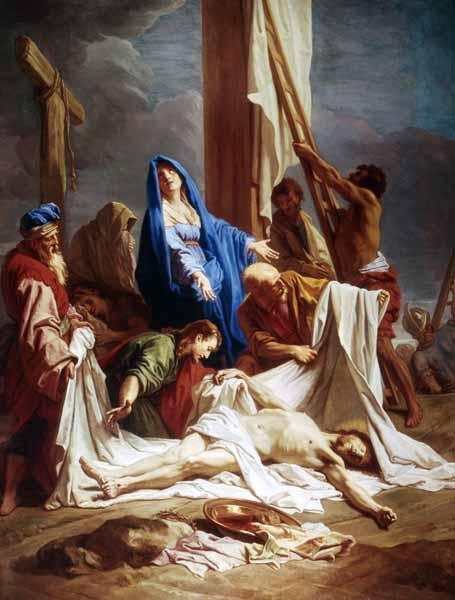
The Deposition (1709)
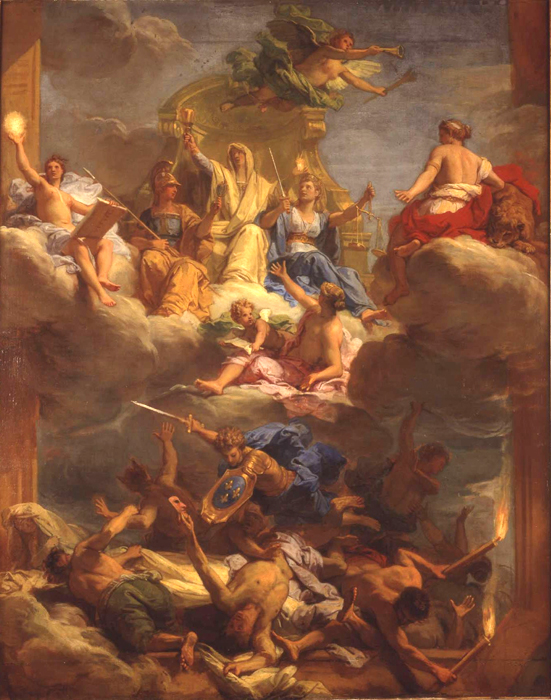
The Triumph of Justice (1713)